# Zylon (PBO)
Zylon je obchodní označení textilního vlákna s chemickým složením poly(p-fenylen-benzobisoxazol), zkráceně PBO.

Struktura molekuly PBO

## Historie
PBO vlákno bylo vyvinuto v laboratoři amerického letectva v 70. letech 20. století. V dalších letech vyvíjela tento materiál DOW Chemical Company, od které koupila licenci japonská Toyobo a začala v roce 1998 pod značkou Zylon s průmyslovou výrobou.
V roce 2024 vyrábí PBO vlákna ve světě 15 firem. Údaje o objemu celkové produkce nejsou publikovány, známé je jen, že se na ní podílí britská Spencer Synthetics s 21 a japonské firmy Hayami Industry s 15 a Toyobo s 11 %. 
Cena zylonu se pohybuje cca v rozsahu 180-225 USD/kg.

## Výroba
PBO vzniká sloučením polyfosforečné kyseliny s drahými přísadami a agresivními rozpouštědly. Výsledkem je chemikálie s vysokou viskozitou, jejíž složení ukazuje nákres vpravo. Firma Toyoba dodává vlákno ve dvou variantách:
- druh AS jako filament v jemnostech 28-167 tex, stříž 44-76 mm, řezané na 1, 3 a 6 mm a staplovou přízi v jemnostech 15-30 tex
- druh HM jako filament v jemnostech 27-164 tex

## Vlastnosti vlákna
Zylon patří ke skupině vláken s mimořádně vysokou pevností. Druh HM i AS dosahuje pevnost v tahu 5,8 GPa se specifickou hmotností 1,56 g/cm³ a LOI 68. Vlákno snáší teploty až do 650 °C, kdy se rozpadá (bez roztavení).
Druh AS vykazuje oproti HM nižší pružnost (180 GPa k 280 GPa), tažnost (2,0 % ku 3,5 %) a hygroskopičnost (0,6 % oproti 2 %).
Těmito vlastnostmi se PBO řadí k vláknům s vynikajícími vlastnostmi, tzv. high performance fibers, podobně jako např. aramidy nebo uhlíková vlákna. K nedostatkům Zylenu patří nízká odolnost proti účinkům ultrafialového záření a vlhkosti. 
Porovnání některých vlastností zylonu s jinými vlákny této kategorie:
| Materiál        | Taž. pevnost (MPa) | Hustota (g/cm³) | Spec. pevnost (kN.m/kg) | Tržná délka (km) |
| --------------- | ------------------ | --------------- | ----------------------- | ---------------- |
| Zylon           | 5800               | 1,54            | 3766                    | 384              |
| skleň. vlákno   | 3400               | 2,60            | 1307                    | 133              |
| Vectran         | 2900               | 1,40            | 2071                    | 211              |
| Kevlar 49       | 3000               | 1,44            | 2083                    | 212              |
| uhlíkové vlákno | 4300               | 1,75            | 2457                    | 250              |
| UHMWPE          | 3600               | 0,97            | 3711                    | 378              |

## Použití
Výrobce zylonu uvádí velmi široké možnosti použití ve formě tkanin a kompozitů od ochranných oděvů proti horku a ohni přes nářadí ke sportu až ke složitým součástem staveb letadel, vesmírných lodí nebo mostů. 
Příkladem použití jsou lana padáku u kapsle pro dopravu lidí na ISS Dragon 2 od společnosti SpaceX.
Použití zylonu na osobní pancíře je problematické. Někteří výrobci po reklamacích kvůli nedostatečné odolnosti proti ultrafialovému záření přestali dodávat neprůstřelné vesty z tohoto materiálu. 